# Nemi
Nemi er en bjerglandsby beliggende i provinsen Rom i Italien.
Den pittoreske by Nemi ligger på kanten af en udslukt vulkan i Albaner-bjergene. I vulkanens krater findes 300 meter nede Nemisøen (lago di Nemi). Nemi ligger ca. 30 km. sydøst for Rom og hører til området Castelli Romani.
Geografisk ligger Nemi i et område med en række udslukte vulkaner, som tydeligt ses omkring Nemi-søen og Albano-søen men også anes syd for den nærliggende by Arricia og ved Rocca di Papa samt øst herfor.

## Byen
Byen er præget af Palazzo Ruspoli – et fæstningsanlæg fra 1000-tallet med et karakteristisk rundt middelalderligt vagttårn ved Piazza Umberto I og bygget i renæssancestil. I den indre gård er en lille samling antikke marmorfragmenter. Anlægget er i øvrigt privatejet og lukket for offentligheden.
Igennem byen går den gamle smalle hovedgade med caféer og butikker. Byen er præget af højdeforskelle og der kan ikke køres i alle gader. Hovedgaden giver mulighed for med bil, scooter eller til fods at komme fra den ene ende af byen til den anden.
Trods byens lille størrelse rummer den brandstation, skole, købmand, kødudsalg, bager, bank, apotek, tøjforretning, posthus, benzinsalg, bilværksted, flere restauranter og caféer, mv. og er et yndet udflugtssted for romere.
Fra byen er der udsigt over til byen Genzano og Middelhavet i det fjerne.

## Skovjordbær
Flere steder i byen kan købes de for området særlige små skovjordbær. Nemi er berømt for de vilde skovjordbær, som er mindre og sødere end tilsvarende jordbær. De vokser på vulkanens sider, som giver et mikroklima, der giver jordbærene deres særlige smag. Der afholdes årligt en jordbærfestival i juni.

## Dianas tempel
Byen har fået sit navn efter den romerske gudinde Dianas hellige lund Nemus Dianae. Ved udgravninger i 1800- og 1900-tallet har man fundet det muromgærede tempel (1 km mod nordvest) med flere bygninger omkring et alter og et lille teater.
Danske arkæologer under ledelse af Pia Guldager Bilde har deltaget aktivt i udgravninger af såvel Dianas tempel som et formodet palads muligvis bygget af Julius Cæsar ved den vestlige søbred.

## Nemisøen
Nemisøen er ellipse-formet med akser på 1.800 og 1.300 meter, en omkreds på 4,5 km og et fladeareal på 1,67 km2. Søen er mere end 30 meter dyb og næres af kilder og regnvand.
Søen kaldes i folkemunde Specchio di Diana (italiensk "Dianas spejl") – et tilnavn, der går tilbage til oldtiden. Søen er da også i dag fredet og meget stille i modsætning til nabosøen ved Albano og Castel Gandolfo, der er præget af vandfly, vandski, sejlads og strande med liggestole, parasoller og barer. I Nemi-søen ses kun ganske let fiskeri, ganske få pedal-både, og i den sydlige del nedenfor Genzano bades interimistisk fra søbredden om sommeren. Langs søbredden findes drivhuse til dyrkning af blomster, jordbær og grøntsager.
I kraterrandens vestlige side findes en åbning til en 1.653 meter lang og mere end mandshøj underjordisk kanal igennem kraterranden – emissaria. Den er hugget gennem kraterranden for at kunne regulere vandstanden i Nemisøen. Emissariet fører ind under Genzano og efter et fald på ca. 20 meter munder den ud på Vallericcia-plateauet ved Ariccia.
Man kan med lidt god vilje gå hele vejen rundt om søen – visse steder dog kun af svært fremkommelige stier.

## Caligulas skibe
Nemi-søen er kendt for fundet af resterne af to pragtskibe, som kejser Caligula omkring år 40 e.kr. lod bygge bl.a. til sine arrangerede søslag på søen. Resterne af de store skibe på søbunden har været synlige gennem det klare vand i århundreder.
I 1928 begyndte man at tømme Nemisøen for vand gennem det antikke Emissarie. I 1932 var tørlægningen tilendebragt og skibene blev trukket på land. Fra 1936 var skibene udstillet i et stort, nybygget museum. Men kun ganske få år efter – i 1944 – gik de op i flammer formentlig antændt af tyske soldater på tilbagetrækning. Ved den nordre strand af søen Nemi har man bygget Museo delle Navi Romane med eksakte kopier af de to fladbundede kejserlige skibe. Tæt på dette museum løber i øvrigt et synligt stykke antikt Via Appia.

## Danskere i Nemi
Den danske tegner, maler, journalist og forfatter Ulla Kampmann bor i Nemi og har gjort det siden 1963. Hun er medejer af Villa Diana – en danskejet ferieejendom på timeshare-basis i yderkanten af Nemi.
H.C. Andersen har besøgt Genzano og Nemisøen og har skrevet herom i "Improvisatoren".

## Links
- Villa Diana
- Bl.a. om udgravninger
- Nemi kommune Arkiveret 1. november 2015 hos  Wayback Machine
- Italiensk wikipedia om Nemi
- Museo delle Navi Romane